# 旅

北約APP-6A標圖符號

旅是现代陸軍的编制，由若干个团或营组成，兩個以上的旅可以組成一個師，人數在上千到萬人左右。
在現代軍隊編制中，旅是一個戰役戰術單位，用于完成特定战役中的军事任务。旅的指揮官稱為旅長，由少將軍官或上校軍官擔任，在這個層級，旅長擁有獨立的小指揮部和參謀機構，也會有自己的通訊單位。在编制上由多个兵种混合编成的旅可稱為混成旅、合成旅或聯兵旅。旅也可以由同一兵种組成，例如砲兵旅、工兵旅、憲兵旅等。也會有不由師級部隊指揮的獨立旅。旅由於編制較小，使用靈活，逐漸成為許多國家最高層級的軍事編隊。
空軍的聯隊與旅相當。

## 各國部隊

### 中華民國國軍

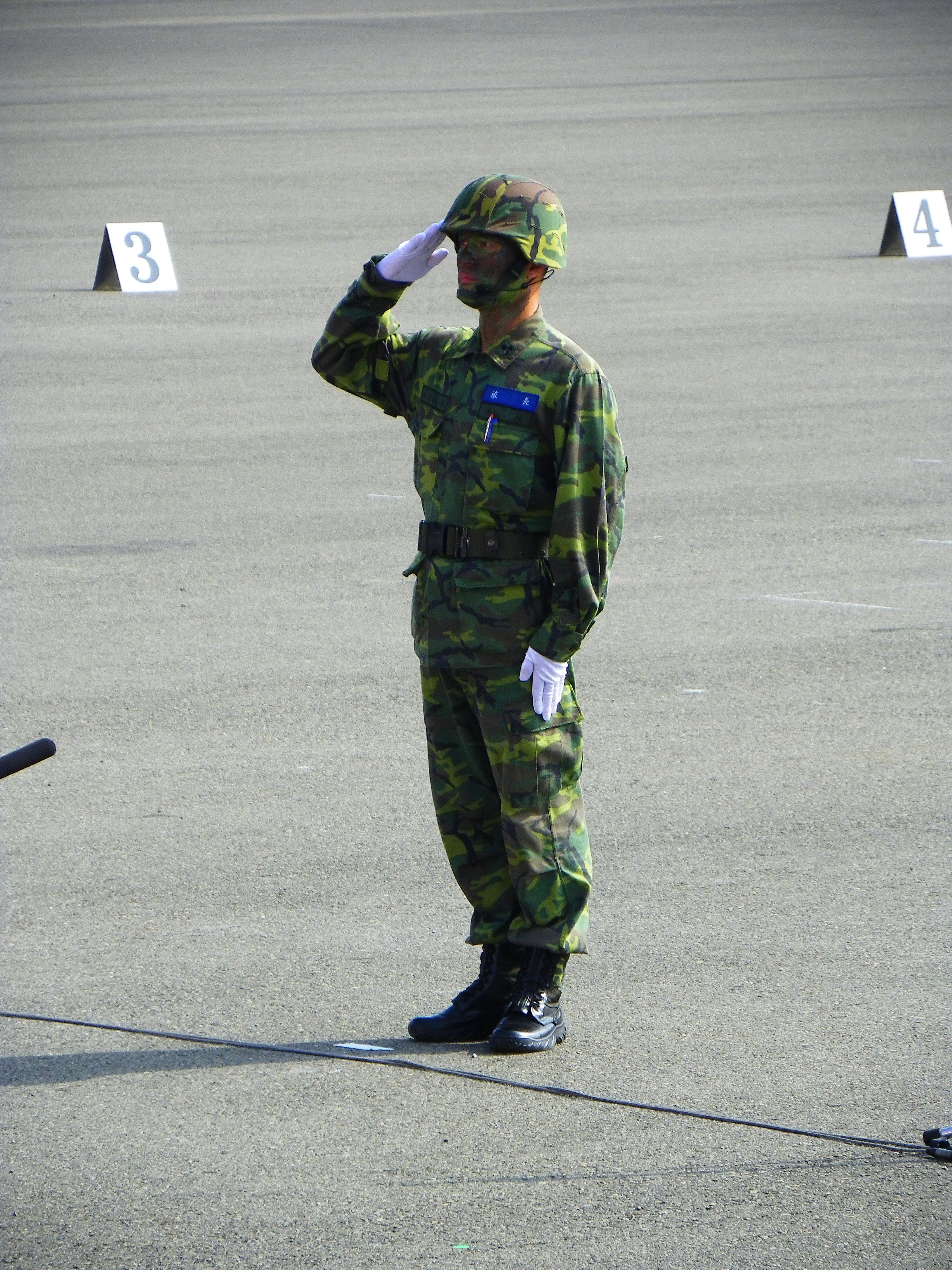
中華民國陸軍步兵第二〇三旅上校旅長。

1969年陸軍總司令部接受蔣緯國建議，廢團改旅，陸軍指揮體系以旅為基本戰術部隊，師為基本戰術兵團，軍為基本戰略軍團。
1998年因「精實案」裁撤所有的師級作戰編制，只保留8個師指揮機構（第16、19、26、33、34、46、49、51師），戰時遂行作戰指揮，陸軍作戰部隊則將步兵、坦克、炮兵、陸航等兩個及以上兵種結合在一起，新編成40個「聯合兵種作戰旅」（以下簡稱「聯兵旅」），成為基本戰術兵團。
聯兵旅又區分為守備旅（步兵旅，編階分為上校、少將，視編裝大小）和打擊旅（摩托化步兵旅、機械化步兵旅、裝甲旅、空中騎兵旅、空降特戰旅，編階少將）兩類。
- 25個守備步兵旅編制：
  - 五步一砲，約2800人×12
  - 四步一裝（戰）一砲，約3000人×2
  - 三步一裝（戰）一砲，約2800人×7
  - 三步一砲，約2000人×4
- 15個打擊旅：
  - 3個摩托化步兵旅，約3400人×3
  - 3個裝甲步兵旅，約4400人×3
  - 5個裝甲旅，約4300人×3、約3700人×1、約2700人×1
  - 2個空中騎兵旅，約2200人×2
  - 1個航空訓練中心
  - 1個特種作戰旅

而之所以將基本戰役兵團由師改為聯兵旅，主要是因為臺灣本島面積有限、地形狹長、山地眾多、河川交錯、城鎮密集，不利於組織龐大及指揮層級較多的大部隊以縱深防禦陣形展開，更不適合機動作戰，因此認為旅級單位更加適合臺灣島等地理特點。
另外臺灣陸上交通線與橋樑多集中於西部平原地區，戰時容易遭到破壞摧毀，各部隊在短期內將很難跨越作戰區增援遭受敵軍攻擊的友軍部隊，組建聯兵旅能更加適應「預警短、縱深淺、決戰快」的防禦作戰形勢，「1個聯兵旅戰鬥力可超過1個傳統步兵師」及「可隨時派赴所需地區遂行支援和反擊作戰」，基於以上理論，將基本戰術兵團由「師」拆分重組為機動靈活、功能完整、具備獨立作戰能力的「聯合兵種旅」，以軍團為基本戰略軍團，希望各軍團能各自獨立支撐一個方向的作戰任務。
2004年「精進案」，針對守備步兵旅進行調整如下：
1. 負責新兵訓練的8個後備步兵旅移編後備司令部、旅長軍階降編上校。
2. 裁撤8個守備步兵旅。
3. 1個特戰步兵旅改組整編為兵種指揮部，指揮官軍階維持少將。
4. 2個守備步兵旅改組整編為地區守備隊，隊長軍階降編上校。
5. 2個守備步兵旅合併整編為地區指揮部、5個守備步兵旅改組整編為地區指揮部，指揮官軍階維持少將。

2013年「精粹案」，負責新兵訓練的6個陸軍後備步兵旅（由原來8個已縮編為6個）在前中華民國陸軍司令李翔宙上將任內回編陸軍，旅長軍階維持上校。另外海軍陸戰隊新兵訓練中心負責中華民國海軍陸戰隊新兵訓練，中心指揮官軍階上校。
2020年「提升後備戰力專案」，2021年1月1日起以陸軍北區專長訓練中心、南區專長訓練中心，擴大整編為二個後備步兵旅之後，依照期程管制北、中、南地區，再度新編三個後備步兵旅，共計新編5個後備步兵旅（由原來7個增編為12個），2023年1月6日編成完畢。

### 中国人民解放军
自1979年对越自卫反击战起，解放军开始逐步将一些乙等师缩编、拆编为旅，并首先在空降部队进行试点（解放军第十五军的三个空降师均一度被改编为空降旅）。在1998年后师改旅的步调加快，除装甲师已全部改为装甲旅之外，同时出现了大量的机步旅、摩步旅，乙级集团军开始向全旅制（5个左右的主力旅）转变，然而空降旅在1993年又改回师编制。解放军的旅级编制不断变化，主力营数量一般为5-6个，另有炮兵团1个（2营制），其余单位若干。
2016年十三五規劃期間深化國防和軍隊改革的新一轮军改以后，解放军已经将绝大多数的师缩编、改编为一種「合成旅」单位。依照規畫目標，一個合成旅將有傳統一個輕裝師的戰鬥力，中間的人數差距依靠科技裝備來彌補，所以每一合成旅的各式車輛達數百輛，另有不少無人機。軍改前後一個營的坦克和裝甲車、步戰車的編制擴編了40%，火炮數量增加 50%，每旅並新增了數字化中型合成營的資訊軍種編制。

### 俄罗斯陆军
在冷战时期蘇聯紅軍基本不存在陆军旅，而在苏联解体之后由于军费紧张，俄罗斯陆军中相当多的师不得不缩编为旅，但陆军整体仍保持着以师为主力的框架。然而在2008年南奥塞梯战争之后，俄罗斯陆军在国防部长谢尔久科夫的指导下实施一次重大改革，彻底废除陆军师的编制，将坦克师、摩步师全部改为坦克旅、摩步旅。每个旅拥有过去一个团（坦克团或摩步团）的主力营编制和数量（4个，3+1），但拥有过去一个师（坦克师、摩步师）的支援单位的编制和数量。至2012年俄罗斯陆军仅剩1个机炮师。然而在谢尔久科夫下台后，俄罗斯陆军又恢复一些师的编制。

### 美国陆军

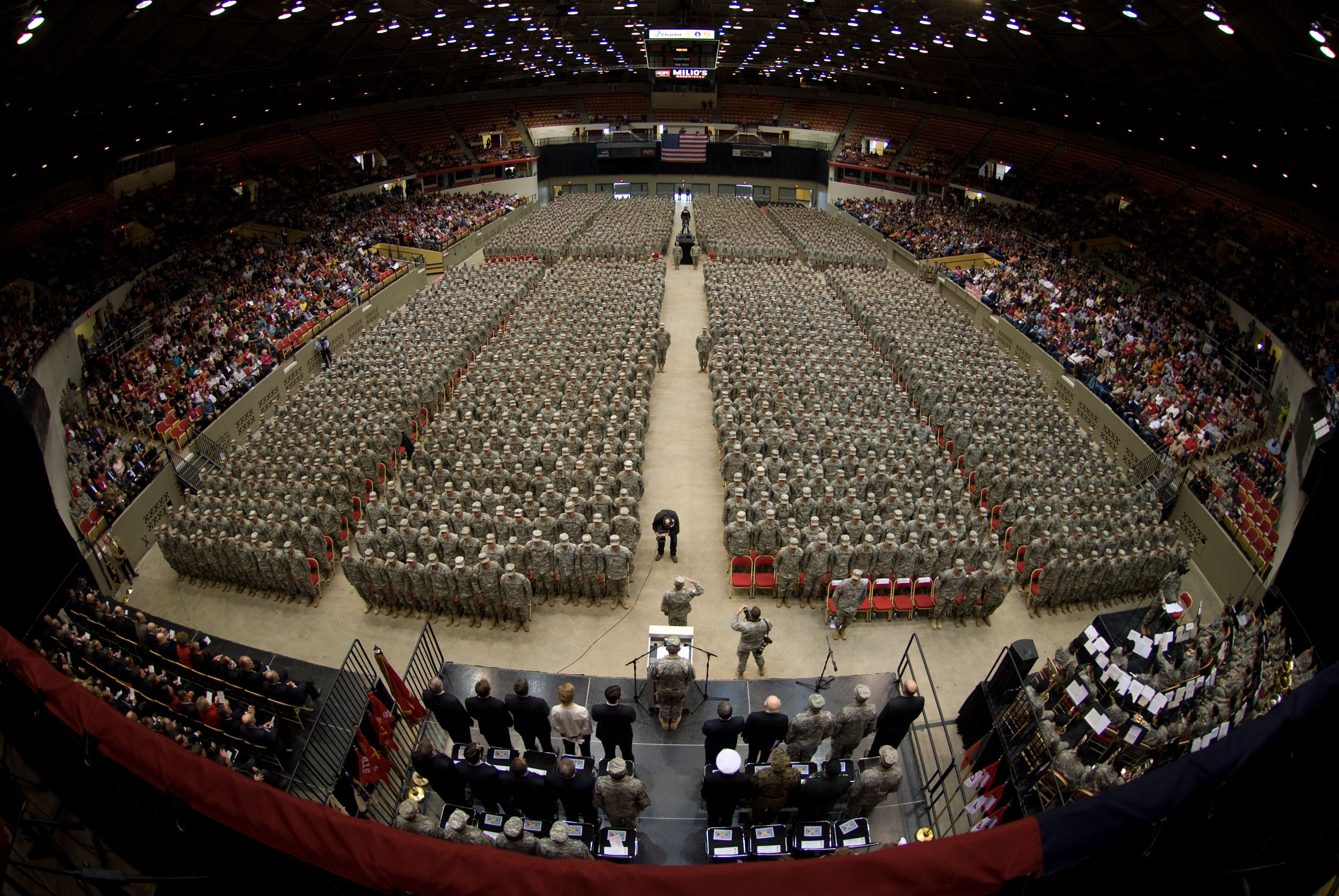
美國威斯康辛州一個陸軍國民警衛旅的3200人

二战中美国陆军的战斗单位（步兵师、装甲师）基本不存在旅这一编制，步兵师下的各团在加强附属单位（工兵、医疗等）后以团级战斗队的形式参与作战，装甲师则在1943年取消了团，师以战术指挥部的形式直接指挥下属的坦克营和装甲步兵营，只有一些支援单位（情报、炮兵、防空等）存在旅。然而美国陆军对这种编组形式并不满意，并在1954年至1956年间开始实施战斗群编组，将各步兵团内各营拆散，每个师拥有若干个营（随年代不同可能是9-11个），分配给4-5个战斗群；到60年代的陆军师重组计划（ROAD）实施之后，在每个师内成立三个旅，旅作为一个非永久的编制形式，仅负责在战时指挥师分配给这个旅的若干个营，师则保有着师内的大多数支援单位（炮兵营、支援营、陆航营）等。这种编制形式一直维持到冷战结束，在空地一体战思想成型后每个陆军师增加了一个战斗航空旅。与此同时，美军仍保有个别几个独立旅，如驻柏林的第170步兵旅。
西德联邦国防军的组织形式和ROAD时期的美国师基本相同，不过由于没有经过美国陆军团拆营的过程，其每个营都有自己独立的番号序列。
在旅级战斗队计划实施之后美国的师、旅关系发生了重大变动：师失去了全部师属支援单位，这些单位被分配给师下的各个主力旅（随年代不同可能是3-4个）和战斗航空旅。旅（级战斗队）继而拥有了独立战斗能力，编制固定下来，从战术指挥机构变成了战术作战集群，而师的意义从战役作战集群下降为战役指挥机构。美军目前共有3种主力旅，即轻装的步兵旅级战斗队（IBCT）、中型的斯特瑞克旅级战斗队（SBCT）和重型的装甲旅级战斗队（ABCT，2008年前称重装旅级战斗队、HBCT），另有防空旅、军事情报旅、通信旅、火力旅等支援单位。与此同时，美国陆军中仅存的几个团级单位（军属装甲骑兵团）也被改为旅级战斗队的编制形式。对美国的这次军事改革也通常称之为“师改旅”，但其和解放军和俄军的师改旅相比的区别显而易见。

### 日本
四单位制师团下辖两个步兵旅团。旅团长为少将军衔，旅团部不设参谋长与参谋，设有旅团副官。基本编成为：
- 旅團司令部
- 歩兵聯隊（2個）
  - 聯隊本部
  - 大隊（3個）
    - 大隊本部
    - 中隊（4個）
    - 機槍中隊
    - 歩兵砲小隊（大隊砲小隊）

  - 歩兵砲中隊（連隊砲中隊）
  - 速射砲中隊

另外还有混成旅团、独立混成旅团、独立步兵旅团、旅级的5000余人的独立警备队。
兵种旅团有骑兵旅团、炮兵旅团、战车旅团、飞行旅团等。
骑兵旅团
“七七事变”前设有骑兵第1、2、3、4旅团，分别在近卫师团、第一师团、第八师团、第三师团建制内。
骑兵第一旅团
骑兵第一旅团1938年7月从关东军调华北方面军，旅团长片桐茂。后隶属驻蒙军，与骑兵第4旅团合编为骑兵集团。1942年11月作为骑兵集团主力改制扩编为战车第三师团。
骑兵第四旅团
1907年组建，1938年7月从关东军调华北方面军，后隶属驻蒙军，与骑兵第1旅团合编为骑兵集团。后调湖北省，在第11军序列参加1939年4月随枣会战，在第1军序列参加1941年4月中条山会战，1942年12月转隶第12军，参加1944年3月豫中会战、1945年3月老河口战役。旅团长小岛吉藏、佐久间为人、小仓达次、小原一明、藤田茂、加藤源之助。终战时在河南归德缴械。是“八一五”日本陆军仅有的骑兵旅团。
野战重炮兵旅团
曾设有野战重炮兵第1、2、3、5、6旅团。“七七事变”前野战重炮兵第1、2、3、4旅团分别在第三师团、第十二师团、第一师团、近卫师团编成内。
野战重炮兵第1旅团
1937年8月调华北，隶属第1军，下辖野炮兵第3联队、野战重炮兵第2联队、野战重炮兵第3联队。1938年在第2军序列参加徐州会战，9月调入新组建的第21军。
野战重炮兵第2旅团
1937年8月调华北，辖野炮兵第24联队、独立山炮兵第3联队、野战重炮兵第5联队、野战重炮兵第6联队。1938年在第1军序列参加徐州会战，后直属华北方面军，历任旅团长前田治、平田健吉、木谷资俊。
野战重炮兵第5旅团
1937年9月编入上海派遣军，在第2军序列参加武汉会战，后直属华中派遣军，旅团长内山英太郎。
野战重炮兵第6旅团
1937年8月调华北，隶属第2军，旅团长澄田赉四郎，辖野战重炮兵第13联队、野战重炮兵第14联队。1937年11月调淞沪战场编入第10军序列，后直属华中派遣军。1938年7月在第11军序列参加武汉会战，1939年2月参加南昌会战，期间辖野战重炮兵第10联队、野战重炮兵第13联队、野战重炮兵第14联队、野战重炮兵第15联队、独立山炮兵第11联队。1939年4月参加随枣会战。
战车旅团
9个独立战车旅团
戰後日本陸上自衛隊恢復師團轄兩旅團的制度
將特科旅團一律簡稱「団」。例如混成旅團稱作「混成団」（Combined Brigade，直譯為「混成旅」）。